# División Atlántico de la NHL
La División Atlántico de la NHL es una subdivisión de las ligas de Hockey en Estados Unidos de América fue creada en 1993 como parte de la Conferencia Este en un proceso de reorganización de los equipos de la liga.

## Composición actual
- Boston Bruins
- Buffalo Sabres
- Detroit Red Wings
- Florida Panthers
- Montreal Canadiens
- Ottawa Senators
- Tampa Bay Lightning
- Toronto Maple Leafs

## Composición de la división a través de la historia

### 1993-1998
- Florida Panthers
- New Jersey Devils
- New York Islanders
- New York Rangers
- Philadelphia Flyers
- Tampa Bay Lightning
- Washington Capitals

#### Cambios para la temporada 1992-1993
- Se crea la División Atlántico como resultado de una reorganización de la NHL.
- New Jersey Devils, New York Islanders, New York Rangers, Philadelphia Flyers, y Washington Capitals se incorporan desde la División Patrick.
- Tampa Bay Lightning proviene de la División Norris.
- Se incorporan los Florida Panthers como nuevo equipo de la liga.

### 1998-2013
- New Jersey Devils
- New York Islanders
- New York Rangers
- Philadelphia Flyers
- Pittsburgh Penguins

#### Cambios para la temporada 1997-1998
- Florida Panthers, Tampa Bay Lightning, y Washington Capitals se trasladan a la División Sudeste.
- Los Pittsburgh Penguins llegan desde la División Noreste.

### 2013 al presente
- Boston Bruins
- Buffalo Sabres
- Detroit Red Wings
- Florida Panthers
- Montreal Canadiens
- Ottawa Senators
- Tampa Bay Lightning
- Toronto Maple Leafs

#### Cambios para la temporada 2013-2014
- New Jersey, New York Islanders, New York Rangers, Philadelphia, y Pittsburgh se trasladan a la División Metropolitana.
- Boston, Buffalo, Montreal, Ottawa, y Toronto llega desde la División Noreste.
- Detroit llega desde la División Central.
- Florida y Tampa Bay llega desde la División Sureste.

## Campeones de división
- 1994 - New York Rangers
- 1995 - Philadelphia Flyers
- 1996 - Philadelphia Flyers
- 1997 - New Jersey Devils
- 1998 - New Jersey Devils
- 1999 - New Jersey Devils
- 2000 - Philadelphia Flyers
- 2001 - New Jersey Devils
- 2002 - Philadelphia Flyers
- 2003 - New Jersey Devils
- 2004 - Philadelphia Flyers
- 2005 - Temporada suspendida por huelga de jugadores
- 2006 - New Jersey Devils
- 2007 - New Jersey Devils
- 2008 - Pittsburgh Penguins
- 2009 - New Jersey Devils
- 2010 - New Jersey Devils
- 2011 - Philadelphia Flyers
- 2012 - New York Rangers
- 2013 - Pittsburgh Penguins
- 2014 - Boston Bruins
- 2015 - Montreal Canadiens
- 2016 - Florida Panthers
- 2017 - Montreal Canadiens
- 2018 - Tampa Bay Lightning
- 2019 - Tampa Bay Lightning
- 2020 - Boston Bruins

## Títulos de división por equipo
| Equipo              | Títulos | Último título |
| ------------------- | ------- | ------------- |
| New Jersey Devils   | 9       | 2010          |
| Philadelphia Flyers | 6       | 2011          |
| Montreal Canadiens  | 2       | 2017          |
| New York Rangers    | 2       | 2012          |
| Pittsburgh Penguins | 2       | 2013          |
| Tampa Bay Lightning | 2       | 2019          |
| Boston Bruins       | 2       | 2020          |
| Florida Panthers    | 1       | 2016          |
| Buffalo Sabres      | 0       | –             |
| Detroit Red Wings   | 0       | –             |
| Ottawa Senators     | 0       | –             |
| Toronto Maple Leafs | 0       | –             |
| New York Islanders  | 0       | –             |
| Washington Capitals | 0       | –             |

Los equipos en negrita se encuentran actualmente en la división.

## Ganadores de la Stanley Cup
- 1994 - New York Rangers
- 1995 - New Jersey Devils
- 2000 - New Jersey Devils
- 2003 - New Jersey Devils
- 2009 - Pittsburgh Penguins